# Freddie Solomon
Pour les articles homonymes, voir Solomon.
(en) Statistiques sur pro-football-reference
Freddie Solomon (né le 11 janvier 1953 à Sumter, et mort le 13 février 2012) est un joueur américain de football américain.

## Carrière

### Université
Solomon est étudiant à l'université de Tampa, jouant avec l'équipe de football américain de l'université.

### Professionnel
Freddie Solomon est sélectionné au second tour du draft de la NFL de 1975 par les Dolphins de Miami au trente-sixième choix. Pour sa première saison en professionnel, il marque ses deux premiers touchdowns. Le 5 décembre 1976, Solomon fait le meilleur match de sa carrière, effectuant cinq réceptions pour 114 yards pour un touchdown ainsi qu'une course pour cinquante-neuf yards qui se conclut par un touchdown et un punt return de 79 yards pour un touchdown.
Après la saison 1977, il quitte les Dolphins et signe avec les 49ers de San Francisco.
Dès son arrivée, il devient wide receiver titulaire. En 1980, il marque un touchdown de quatre-vingt-trois yards sur un punt return. Lors de cette même saison, il marque deux touchdowns sur des punt return. En 1984, il marque onze touchdowns, ce qui est son meilleur score en une saison. Néanmoins, dès la saison suivante, il ne marque qu'un seul touchdown, montrant une grosse baisse dans ses statistiques. Il prend sa retraite dès la saison terminée.

## Palmarès
- Équipe de la saison 1980 pour la National Football Conference selon le Pro Football Weekly.